# Badminton Savez Srbije
Der Badminton Savez Srbije (dt. Badmintonverband Serbiens) ist die oberste nationale administrative Organisation in der Sportart Badminton in Serbien.

## Geschichte
Die Geschichte des Verbandes geht zurück auf die Neugründung des jugoslawischen Badmintonverbandes am 19. September 1993. Die Zentren des Sports befanden sich zu dieser Zeit in Novi Sad, Belgrad, Kragujevac und Kruševac. Bis 2002 existierte der Verband als restjugoslawischer Verband, danach bis 2007 als serbisch-montenegrinischer Verband und seitdem als ausschließlich serbischer Verband, wobei der Verband der Teilrepublik Serbien bereits am 28. Dezember 1998 gegründet wurde. Der Verband ist Mitglied im Weltverband BWF und in Badminton Europe.

## Bedeutende Veranstaltungen, Turniere und Ligen
- Einzelmeisterschaften
- Mannschaftsmeisterschaft
- Juniorenmeisterschaft

## Bedeutende Persönlichkeiten
- Predrag Vuković, Präsident